# Alan Lescano
Alan Hernán Lescano (San Carlos de Bolívar, 11 novembre 2001) è un calciatore argentino, centrocampista dell'Argentinos Juniors.

## Carriera
Herrera è cresciuto nel settore giovanile dell'Gimnasia (LP), con cui ha firmato il suo primo contratto professionistico il 12 aprile 2022. Ha debuttato il 30 aprile nell'incontro di Copa de la Liga Profesional vinto 6-0 contro il Patronato. Ha segnato il suo primo gol il 22 febbraio 2023 nella partita di Copa Argentina persa si rigori contro il Excursionistas.
Il 31 luglio 2023 è stato ceduto a titolo definitivo all'Argentinos Juniors.

## Statistiche

### Presenze e reti nei club
Statistiche aggiornate al 2 aprile 2024.
| Stagione        | Squadra            | Campionato      | Campionato | Campionato | Coppe nazionali | Coppe nazionali | Coppe nazionali | Coppe continentali | Coppe continentali | Coppe continentali | Altre coppe | Altre coppe | Altre coppe | Totale | Totale | Totale |
| Stagione        | Squadra            | Comp            | Pres       | Reti       | Comp            | Pres            | Reti            | Comp               | Pres               | Reti               | Comp        | Pres        | Reti        | Pres   | Reti   |        |
| --------------- | ------------------ | --------------- | ---------- | ---------- | --------------- | --------------- | --------------- | ------------------ | ------------------ | ------------------ | ----------- | ----------- | ----------- | ------ | ------ | ------ |
| 2022            | Gimnasia (LP)      | PD              | 3          | 0          | CA+CdL          | 0+1             | 0               |                    | -                  | -                  |             | -           | -           | 4      | 0      |        |
| 2023            | Gimnasia (LP)      | PD              | 20         | 3          | CA+CdL          | 1+0             | 1+0             | CS                 | 5                  | 1                  |             | -           | -           | 26     | 5      |        |
| 2023            | Argentinos Juniors | PD              | -          | -          | CA+CdL          | 1+9             | 0               | CL                 | 0                  | 0                  |             | -           | -           | 10     | 0      |        |
| 2024            | Argentinos Juniors | PD              | 0          | 0          | CA+CdL          | 0+12            | 0+5             |                    | -                  | -                  |             | -           | -           | 12     | 5      |        |
| Totale carriera | Totale carriera    | Totale carriera | 23         | 3          |                 | 24              | 6               |                    | 5                  | 1                  |             | -           | -           | 52     | 10     |        |